# Takako Irie
Takako Irie (入 江 た か 子?, Irie Takako; Tokyo, 7 febbraio 1911 – Tokyo, 12 gennaio 1995) è stata un'attrice e produttrice cinematografica giapponese.
Durante la sua carriera, Takako Irie è apparsa in circa 170 film tra il 1928 e il 1984.

## Biografia
Nata a Tokyo nella zona dell'attuale quartiere Shinjuku nella famiglia aristocratica Higashibōjō, il suo nome di nascita era Hideko Higashibōjō (東 坊 城 英 子?, Higashibōjō Hideko). Si diplomò all'accademia d'arte Bunka Gakuin prima di debuttare come attrice alla Nikkatsu nel 1927. Grazie ai suoi lineamenti delicati e raffinati, incarnava i ruoli delle donne tradizionali o fatali. La sua carriera iniziò a crescere con il ruolo da protagonista in Tokai kokyogaku (1929). Divenne una delle star del cinema muto giapponese, soprattutto con Tomu Uchida e Kenji Mizoguchi. 
La sua immagine apparve in molte pubblicità, oltre che sui ventagli e su altri beni commerciali. Irie fu inoltre raffigurata su un paravento in stile Nihonga dipinto dall'artista Nakamura Daizaburō, che fu esposto nel 1930 al Teiten (Esibizione Imperiale), e che è oggi nella collezione del Museo d'Arte di Honolulu; furono inoltre prodotte alcune bambole a sua immagine.
Nel 1932 Takako Irie lasciò la Nikkatsu e divenne la prima donna giapponese a fondare la sua società di produzione, la Irie Production. In particolare, produsse quattro film di Kenji Mizoguchi. Il primo è il film di propaganda Manmō kenkoku no Reim (L'alba della fondazione di uno stato: Manciuria-Mongolia) nel 1932. Nel 1933 seguì Taki no shiraito, uno dei capolavori del cinema muto, di cui Takako Irie fu protagonista, e Gion Matsuri; nel 1933 infine Jinpu-ren. Tuttavia Kenji Mizoguchi litigò con la sua attrice e produttrice e tornò alla Nikkatsu per il suo film successivo Takeko Irie era allora una star della Toho.
Tuttavia, con l'avvento della colonna sonora, la sua carriera divenne sempre più difficile: recitò in diversi film diretti da Mikio Naruse, nei film Otto no teiso (1937) e Tōjurō no koi (1938) di Kajirō Yamamoto, il mentore di Akira Kurosawa, così come il ruolo della madre nel film di Kurosawa Lo spirito più elevato (Ichiban utsukushiku) del 1944. Con l'eccezione di questi, l'attrice interpretò da quel momento solo ruoli secondari. Dopo la guerra avvenne la rottura con la compagnia Toho e la sua carriera declinò rapidamente. A seguito di problemi di salute e umiliazioni personali e professionali, arrivò al punto di accettare di apparire nei film horror di serie B per sostenere la sua famiglia. Divenne nota nel dopoguerra come la "attrice del gatto fantasma " (bakeneko joyū) perché apparve in una serie di film kwaidan (storie di fantasmi). Il colpo fatale della sua carriera le fu probabilmente dato da Kenji Mizoguchi quando la escluse dal cast de L'imperatrice Yang Kwei-fei nel 1955.
Diciotto anni dopo la loro prima collaborazione, Akira Kurosawa affidò a Takako Irie il ruolo della moglie del governatore Mutsuta (la donna saggia che avverte Sanjuro, interpretato da Toshirō Mifune, che "la migliore spada è quella che rimane nel fodero") nel film Sanjuro (1962). Takako Irie rinunciò infine alla sua carriera di attrice e gestì un club nel quartiere dello shopping di Ginza a Tokyo. Tuttavia continuò a recitare occasionalmente in film almeno fino alla fine degli anni '70, apparendo, ad esempio, in Byoinzaka no kubikukuri no ie ("La casa dell'impiccato", 1979).
Suo marito, Michiyoshi Tamura, era un produttore cinematografico. Anche la loro figlia, Wakaba Irie, nata nel 1943, è un'attrice. Il fratello di Takako Irie, Yasunaga Higashibōjō, era uno sceneggiatore e regista. 

## Filmografia parziale

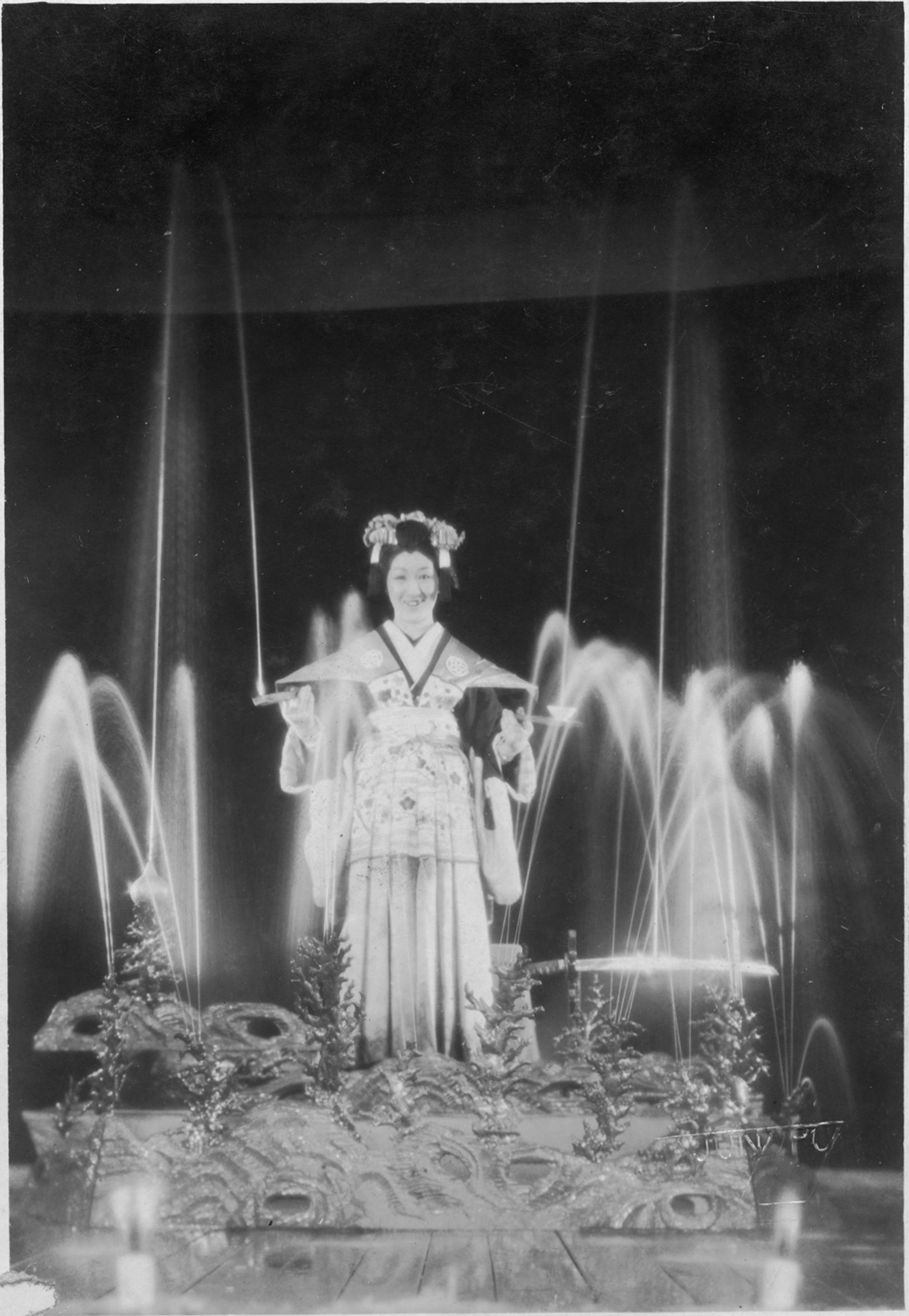
Takako Irie nel film Taki no shiraito (1933)

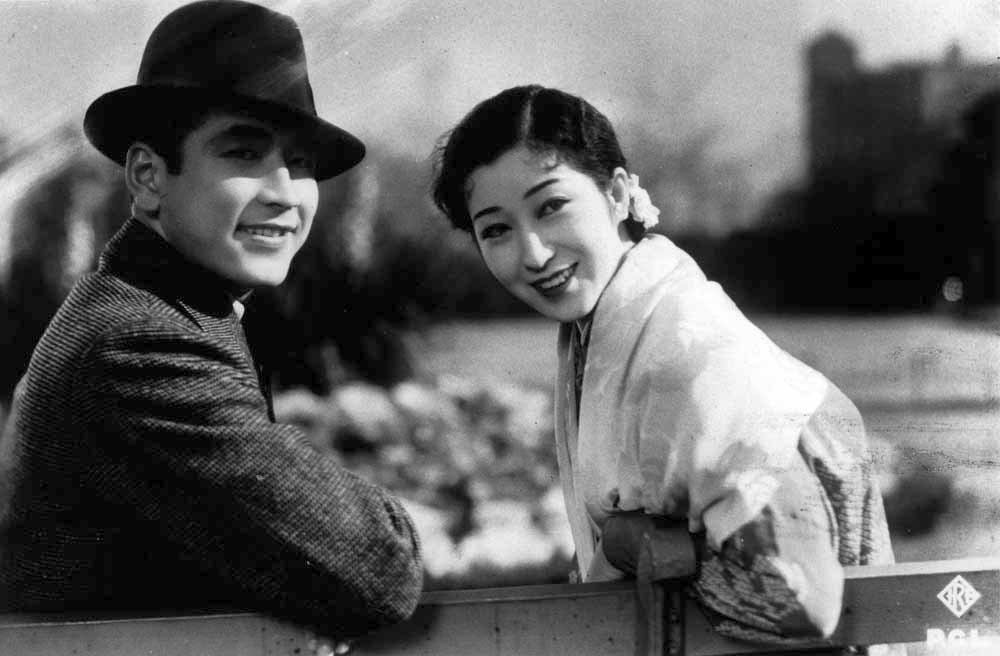
Hideo Saeki con Takako Irie in A Woman's Sorrows (1937)

- La bambola vivente (生ける人形?, Ikeru ningyo), regia di Tomu Uchida (1929)
- Asahi wa kagayaku (朝日は輝く?), regia di Kenji Mizoguchi (1929)
- Tōkyō kōshinkyoku (東京行進曲?, Tōkyō kōshin-kyoku), regia di Kenji Mizoguchi (1929)
- Sinfonia della grande città sulla costa (都会交響曲?, Tokai kokyōkyoku), regia di Kenji Mizoguchi (1929)
- Fujiwara Yoshie no furusato (藤原義江のふるさと?), regia di Kenji Mizoguchi (1930)
- Miss Giappone (日本嬢?, Misu Nippon), regia di Tomu Uchida (1931)
- Manmō kenkoku no reimei (満蒙建国の黎明?), regia di Kenji Mizoguchi (1932)
- Hakuren (白蓮?), regia di Keigo Kimura (1932)
- Hikari tsumi to tomoni (光・罪と共に?) di Yutaka Abe (1933)
- Suma no adanami (須磨の仇浪?), regia di Yutaka Abe (1933)
- Taki no shiraito (瀧の白糸?), regia di Kenji Mizoguchi (1933)
- Atarashiki ten (新しき天?), regia di Yutaka Abe (1933)
- Jinpu-ren (神風連?, Jinpūren), regia di Kenji Mizoguchi (1934)
- Tsuki yori no shisha (月よりの使者?), regia di Tomotaka Tasaka (1934)
- Karisome no kuchibeni (雁来紅?), regia di Shigeyoshi Suzuki (1934)
- Meiji ichidai onna (明治一代女?), regia di Tomotaka Tasaka (1935)
- Hakuin no kajin (白衣の佳人?), regia di Yutaka Abe (1936)
- A Woman's Sorrows (女人哀愁?, Nyonin aishu), regia di Mikio Naruse (1937)
- Learn from Experience Part I (禍福 前篇?, Kafuku zenpen), regia di Mikio Naruse (1937)
- Learn from Experience Part II (禍福 後篇?, Kafuku kōhen), regia di Mikio Naruse (1937)
- Sincerity (まごころ?, Magokoro), regia di Mikio Naruse (1939)
- Midori no daichi (緑の大地?), regia di Yasujirō Shimazu (1942)
- Mother Never Dies (母は死なず?, Haha wa shinazu), regia di Mikio Naruse (1942)
- Lo spirito più elevato (一番美しく?, Ichiban utsukushiku), regia di Akira Kurosawa (1944)
- Odoroki ikka (おどろき一家?, Odoroki ikka), regia di Torajiro Saito (1949)
- Lettere d'amore (恋文?, Koibumi), regia di Kinuyo Tanaka (1953)
- Akō gishi (赤穂義士?), regia di Ryōhei Arai (1954)
- Sanjuro (椿三十郎?, Tsubaki Sanjūrō), regia di Akira Kurosawa (1962)[10]
- Kenji Mizoguchi: la via di un regista (ある映画監督の生涯 溝口健二の記録?, Aru eiga-kantoku no shōgai Mizoguchi Kenji no kiroku), regia di Kaneto Shindō (1975)
- La casa dell'impiccato  (病院坂の首縊りの家?, Byoinzaka no kubikukuri no ie), regia di Kon Ichikawa (1979)
- The Little Girl Who Conquered Time (時をかける少女?, Toki o Kakeru Shōjo), regia di Nobuhiko Ōbayashi (1983)